# Louise Mortensen
Louise Haahr Mortensen (ur. 11 grudnia 1979 roku w Aalborgu) – była duńska piłkarka ręczna, wielokrotna reprezentantka kraju. Grała na pozycji lewej rozgrywającej. W 2009 r. zakończyła karierę sportową.

## Kluby
- Team Esbjerg
- Aalborg DH

## Sukcesy
- wicemistrzostwo Danii:  2005, 2009
- brązowy medal mistrzostw Danii:  2006, 2007